# Fort Cézon

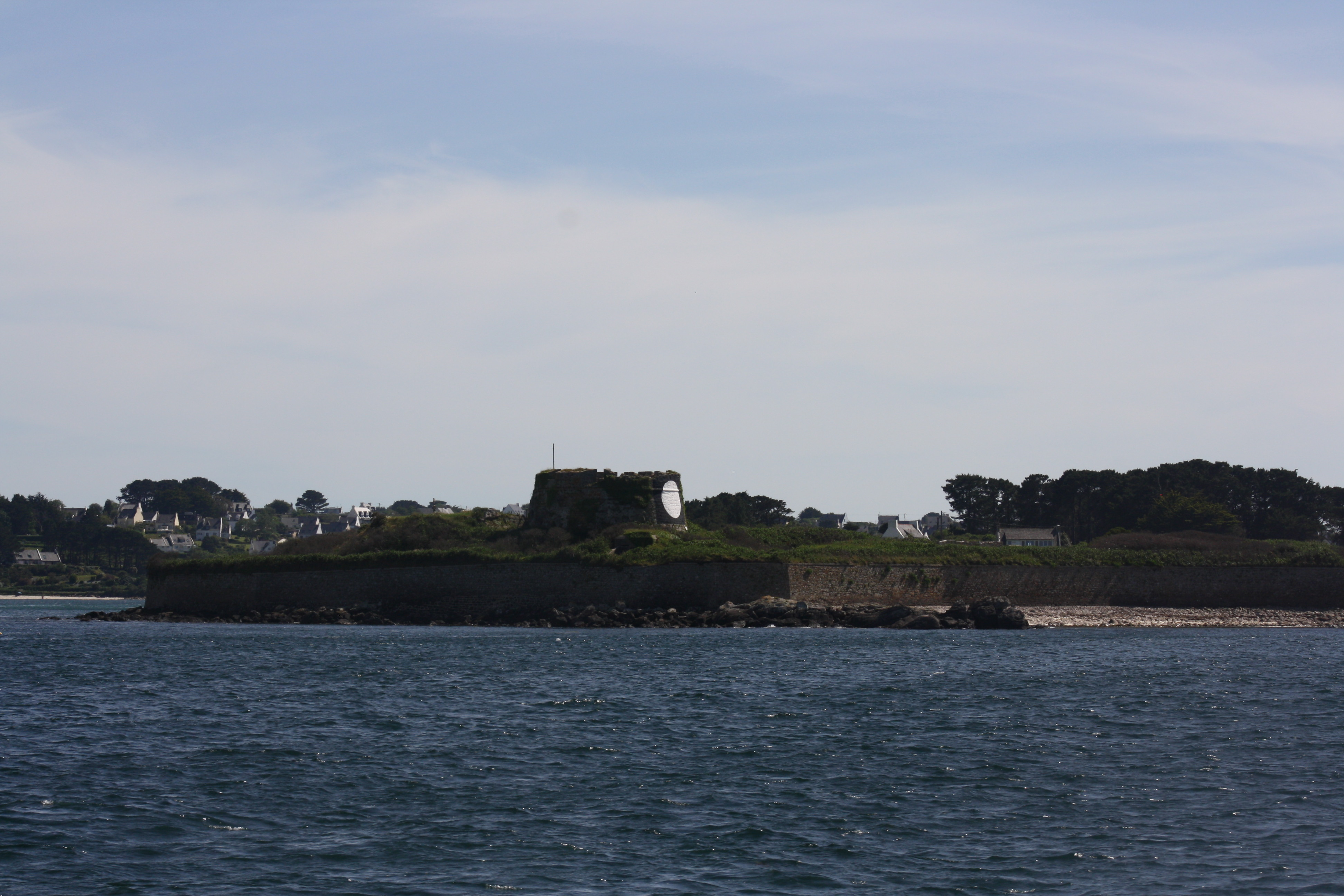
Fort Cézon

Das Fort Cézon ist ein 1694 unter Baumeister Vauban entstandenes Verteidigungsbauwerk in Landéda auf der Insel Cézon an der bretonischen Westküste und bedeckt ungefähr ein Drittel der Insel. Es wurde mehrfach aus- und umgebaut, insbesondere zur Zeit Napoleon III. und unter deutscher Besetzung im 2. Weltkrieg. Später erfolgten mehrere Restaurierungen, aktuell betreut durch die Association Cézon.
Die Insel Cézon hat ungefähr eine Größe von 28 000 m². Das Fort Cézon nimmt darauf ungefähr eine Größe von 11.500 m² ein. Bei Ebbe ist die Insel für eine bis vier Stunden zu Fuß erreichbar, abhängig vom Tidenhub. Aktuell befindet sich die Insel im Privatbesitz der Association Cézon.
Der runde Artillerieturm steht auf einem Felsvorsprung, der sich derzeit in der Mitte absenkt. U.a. erkennt man die Absenkung deutlich an den stark nach innen geneigten Stufen am Aufgang des Turms. Von der Spitze des Turms hat man einen 360° Blick auf den Eingang des Aber Wrac’h. Unterhalb des Artillerieturms befindet sich ein gut erhaltenes Pulvermagazin. Auf dem Gelände befinden sich mehrere ehemalige Kasernen sowie 17 Anlagen, errichtet durch die deutsche Wehrmacht im Rahmen der Besetzung während des Zweiten Weltkrieges.

Fort Cézon
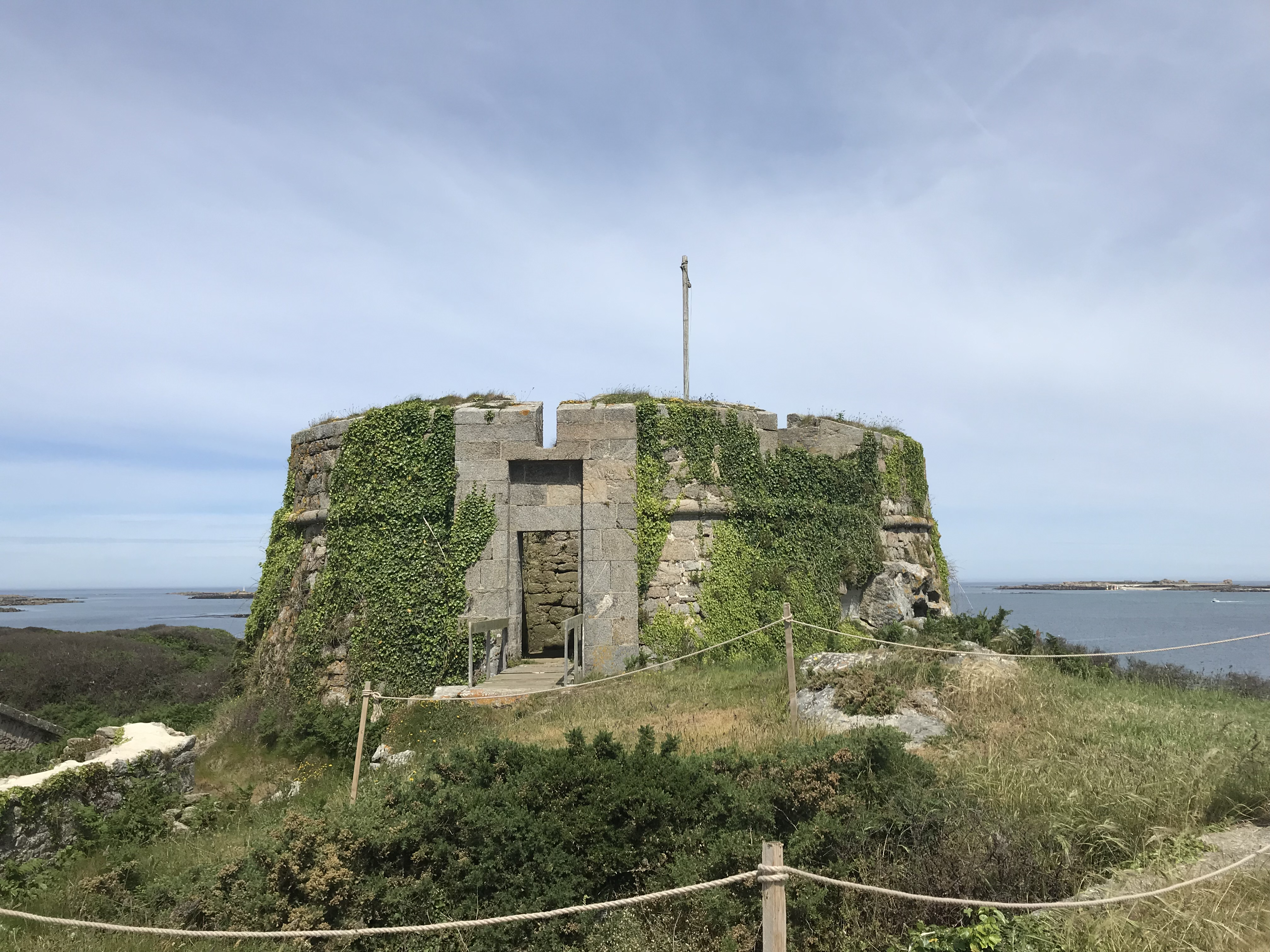
Artillerieturm
Ausblick vom Artillerieturm auf den Aber Wrac’h
Eingang mit Graben
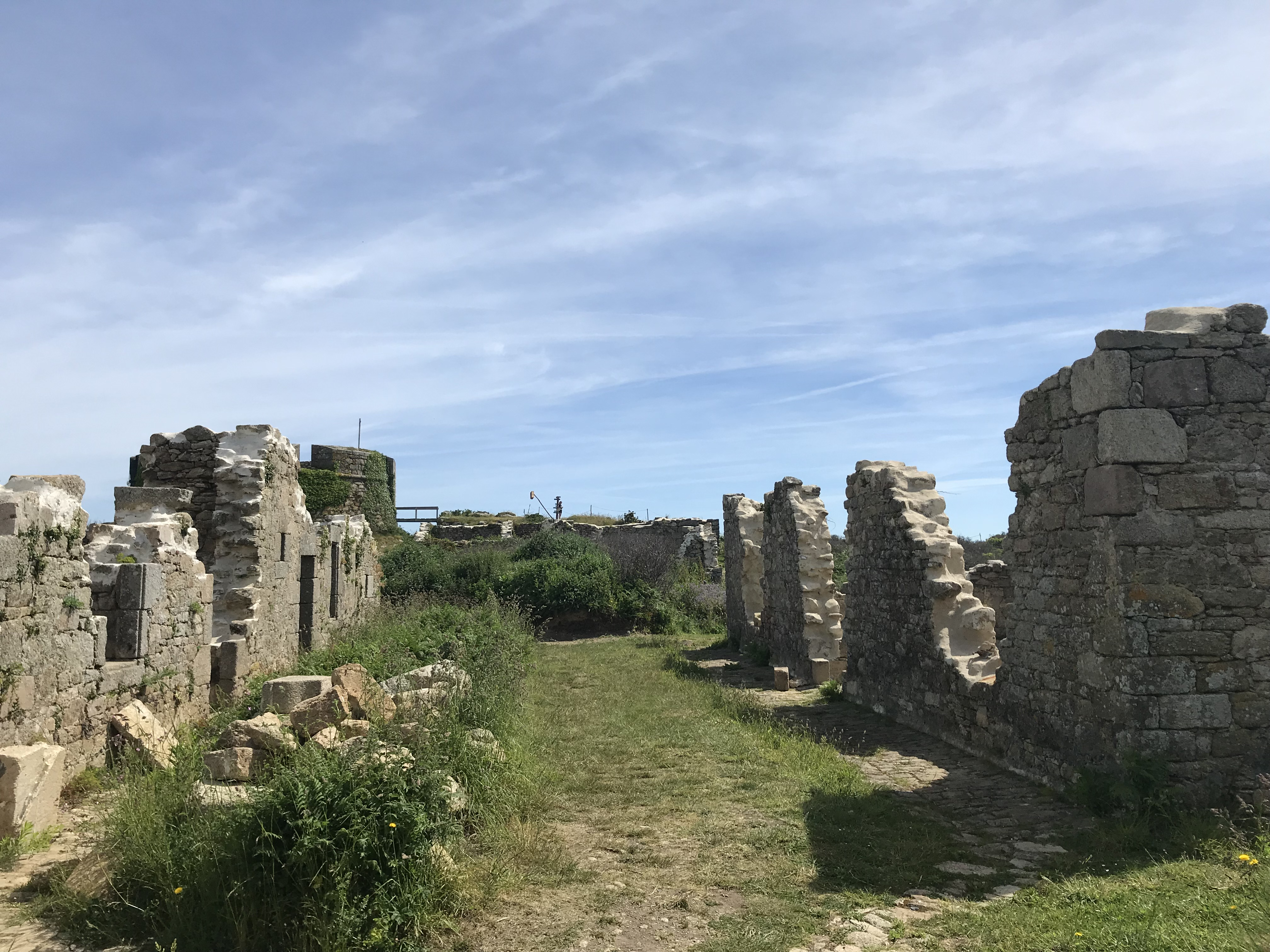
Blick in den Innenhof
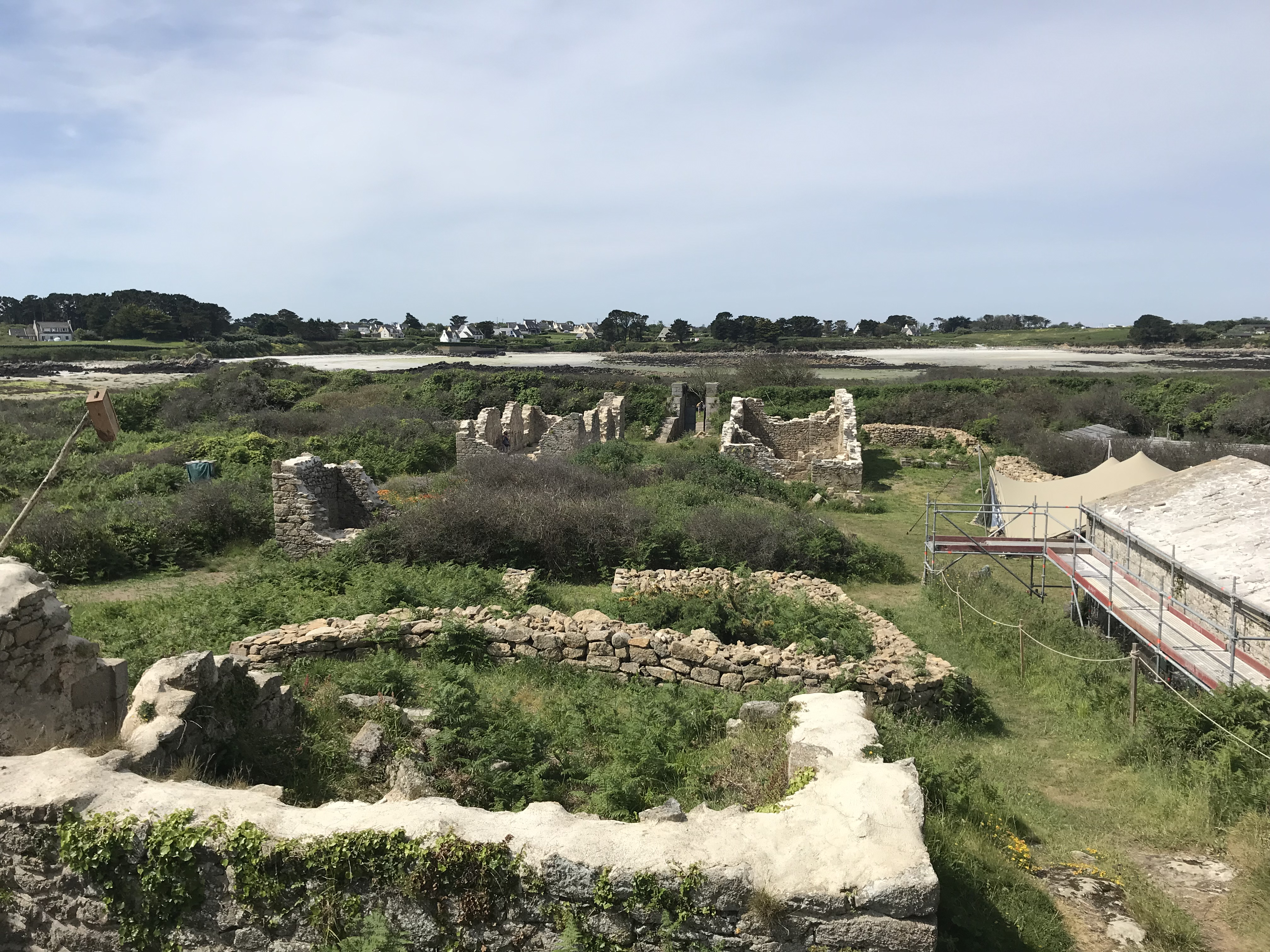
Blick vom Artillerieturm Richtung Eingang